# Casey Dunning
Casey Dunning (ur. 18 czerwca 1980 w Calgary) – kanadyjski rugbysta grający na pozycji filara młyna, reprezentant kraju.
Brat reprezentanta Australii, Matta Dunninga.

## Kariera sportowa
Urodzony w Calgary zawodnik wychowywał się w Australii. Uczęszczał do Northholm Grammar reprezentując tę szkołę w rozgrywkach Great Public Schools of New South Wales, a w stanowych barwach uczestniczył w mistrzostwach kraju U-18. W 2001 roku występował natomiast w lokalnym klubie Eastwood.
Wyjechał następnie do Kanady, gdzie związany był z klubem Castaway Wanderers grającym w prowincjonalnych rozgrywkach British Columbia Rugby Union oraz z Calgary Mavericks w ogólnokrajowej Rugby Canada Super League, wystąpił także w meczu gwiazd tej ligi. W latach 2005–2006 był działaczem British Columbia Rugby Union odpowiedzialnym za rozwój tego sportu wśród młodzieży, a także trenował juniorskie drużyny.
W 2005 roku został powołany do reprezentacji Kanady i zadebiutował w niej z ławki rezerwowych w spotkaniu z Anglią A w Churchill Cup, tydzień później natomiast wyszedł na boisko w podstawowym składzie przeciwko USA. W lipcu zagrał również w meczu z Argentyną, a podczas listopadowego tournée do Europy z Francją i Rumunią. W kolejnym sezonie kontuzja wyeliminowała go z występów w barwach Canada West w turnieju North America 4, a także znalazł się poza składem na eliminacje Pucharu Świata w Rugby 2007.
Zawodnik podpisał wówczas profesjonalny kontrakt i przeniósł się do Europy. Związał się z występującym w angielskiej National Division One zespole Pertemps Bees. Jego występy na dwa miesiące przerwała kontuzja więzadła w kostce, a niedługo po powrocie do gry doznał złamania kostki. Podczas pobytu w tym klubie angażował się w jego inicjatywy społeczne.
W 2007 roku został wybrany do szerokiego składu na Puchar Świata 2007, nie znalazł się jednak w gronie zawodników uczestniczących we francuskim turnieju. W celu zastąpienia uczestniczących w tych zawodach filarów młyna podpisał natomiast krótkoterminowy kontrakt z London Irish.
W 2008 roku powrócił do Australii, gdzie w barwach Northern Suburbs RFC grał w rozgrywkach Shute Shield, rok później natomiast związał się z Nelson Bay Rugby Club, jego sezon zakończyła jednak kontuzja, a w roku 2010 nie znalazł się już w składzie tego zespołu.